# Trente et quarante
Trente et quarante (dt.: „30 und 40“) ist ein Glücksspiel mit sechs Paketen französischer Spielkarten, das heute vor allem in Casinos in Frankreich und in Monte Carlo gespielt wird. Dieses Spiel entstand aus dem älteren Rouge et noir durch Hinzufügen zweier zusätzlicher Einsatzfelder, manchmal mit C und I markiert, für die Chancen Couleur und Inverse.
Trente et quarante war im 19. Jahrhundert neben dem Roulette die Hauptattraktion in den Spielbanken der deutschen Badeorte. Nachdem Alexej Iwanowitsch, die Hauptfigur in Dostojewskis berühmten Roman Der Spieler, bereits an zwei Roulette-Tischen die Bank gesprengt hatte, setzte er sein Spiel beim Trente et quarante fort, um auch hier zu gewinnen und seine Liebe zu verlieren:
„Beim Trente-et-quarante sitzt ein aristokratisches Publikum. Dies ist kein Roulette, sondern ein Kartenspiel. Hier muss die Bank für Gewinne bis zu hunderttausend Talern aufkommen. Der größte Einsatz beträgt gleichfalls viertausend Gulden. Ich verstand von dem Spiel gar nichts und kannte kaum eine der möglichen Arten von Einsätzen, nämlich nur Rot und Schwarz, die es hier ebenfalls gab. An diese Farben hielt ich mich also. Das gesamte Spielerpublikum drängte sich um mich herum. Ich erinnere mich nicht, ob ich die ganze Zeit über auch nur ein einziges Mal an Polina dachte. Es machte mir damals ein unsägliches Vergnügen, immer mehr Banknoten zu fassen und an mich heranzuziehen; sie wuchsen vor mir zu einem ansehnlichen Haufen an.“

## Das Spiel
Der Ablauf des Spiels entspricht dem des Rouge et noir (s. d.) mit folgendem Unterschied: Die erste vom Tailleur – so heißt der Croupier beim Trente et quarante – ausgelegte Reihe gilt nicht für Rouge, sondern für Noir.
Außerdem kommt beim Trente et quarante der allerersten abgezogenen Karte eine besondere Bedeutung zu, sie ist entscheidend für die beiden zusätzlichen Chancen:
Couleur (dt. Farbe) gewinnt,
- wenn Rouge gewinnt und die erste ausgelegte Karte rot ist, also eine Herz- oder eine Karo-Karte, oder
- wenn Noir gewinnt und die erste ausgelegte Karte schwarz ist, also eine Pique- oder eine Treff-Karte.

Inverse (dt. Gegenfarbe) gewinnt,
- wenn Rouge gewinnt und die erste ausgelegte Karte schwarz ist, oder
- wenn Noir gewinnt und die erste ausgelegte Karte rot ist.

Die Chancen Couleur und Inverse sind so wie die Chancen Rouge und Noir einfache Chancen, d. h. man gewinnt im Verhältnis 1 : 1.
Wenn der Tailleur das Ergebnis eines Coups bekannt gibt, so nennt er immer nur die Chancen Rouge und Couleur und niemals Noir bzw. Inverse: Wenn also Noir und Inverse gewinnen, so annonciert er „Rouge perd et couleur.“; wenn etwa Rouge  und Inverse gewinnen, so lautet die Ansage „Rouge gagne et couleur perd.“ etc.
Der Bankvorteil beim Trente und quarante beträgt so wie bei Rouge et noir 1,28 % (siehe dortige Analyse). Ab einer gewissen Mindesthöhe des Einsatzes kann ein Pointeur sich gegen Bezahlung einer Versicherungsprämie von 1 % seines Satzes gegen das Refait versichern lassen, damit beträgt der Bankvorteil nur mehr 1/101 = 0,99 %, und so ist das Trente et quarante eines der für den Spieler günstigsten Casinospiele.

## Kartenzählen

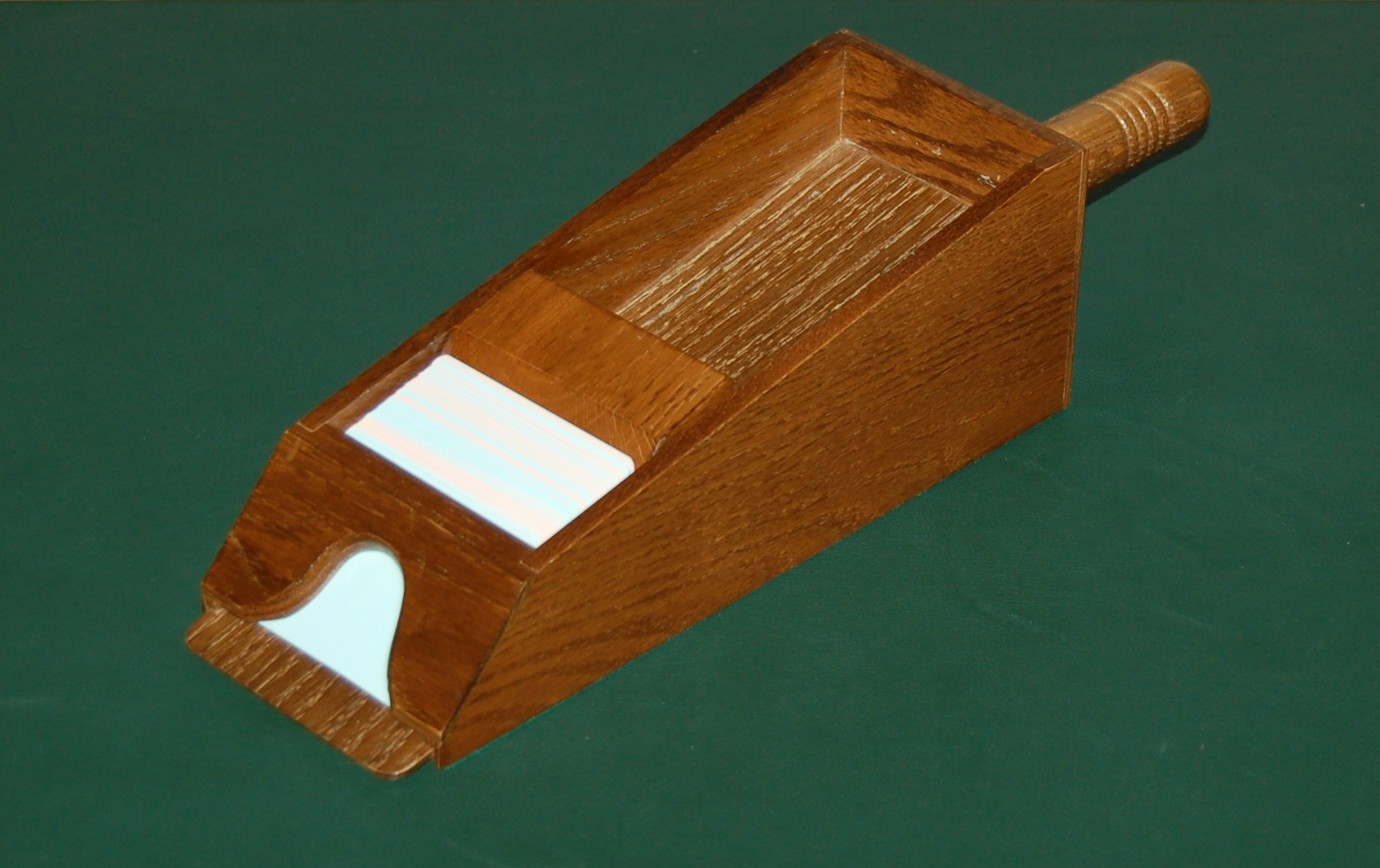
Kartenschlitten

Enthält der Kartenschlitten nach einigen Coups noch überdurchschnittlich viele niedrige Karten, so steigt die Wahrscheinlichkeit für das Auftreten eines Refait, liegen aber noch vorwiegend hohe Karten im Talon, so sinkt diese.
Die Chancen Rouge und Noir sind jedoch unabhängig von der Zusammensetzung des Talons immer gleich wahrscheinlich. Dies gilt allerdings nicht für die Chancen Couleur und Inverse, wie man sich am folgenden extremen Beispiel leicht klarmacht.
Angenommen der Talon enthält nur mehr acht Karten, ein rotes Ass und sieben schwarze Zehner.
Je nachdem, an welcher Stelle das Ass zu liegen kommt, so gewinnt in fünf Fällen Inverse – nämlich genau dann, wenn das Ass an der ersten, fünften, sechsten, siebenten oder achten Stelle zu liegen kommt – z. B. wenn
| Noir                   |  |  |  |  | 31 Points |
| Rouge                  |  |  |  |  | 40 Points |
| Rouge perd et couleur. |  |  |  |  |           |

oder etwa wenn
| Noir                         |  |  |  |  | 40 Points |
| Rouge                        |  |  |  |  | 31 Points |
| Rouge gagne et couleur perd. |  |  |  |  |           |

und nur in drei Fällen Couleur – nämlich genau dann, wenn das Ass an der zweiten, dritten oder vierten Stelle liegt, wie etwa:
| Noir                         |  |  |  |  | 31 Points |
| Rouge                        |  |  |  |  | 40 Points |
| Rouge perd et couleur gagne. |  |  |  |  |           |

Enthält die Taille noch vorwiegend hohe schwarze und niedrige rote Karten, aber wenige niedrige schwarze und wenige hohe rote Karten (im obigen Beispiel enthält der Stapel keine einzige Karte dieser Art) so verschiebt sich demnach das Gleichgewicht zugunsten von Inverse.
Teilt man daher die Spielkarten wie folgt in zwei Kategorien ein:
- Kategorie I enthalte die hohen schwarzen und niedrigen roten Karten,
- Kategorie II enthalte folglich die niedrigen schwarzen und hohen roten Karten,

(Siebener – als „mittlere“ Karten – werden keiner Kategorie zugeordnet und nicht gezählt), so gilt bei einem Übergewicht von Karten der ersten Kategorie, dass sich die Chancen von Inverse verbessern und vice versa: Enthält der Talon noch vorwiegend Karten der zweiten Kategorie, so verschiebt sich das Gleichgewicht zugunsten von Couleur.
Abweichungen dieser Art lassen sich allerdings nicht für Gewinnstrategien nützen, durch Mitzählen der gespielten Karten kann der Spieler den Bankvorteil nicht überwinden (Edward O. Thorp und William E. Walden, The fundamental theorem of card counting with applications to trente-et-quarante and baccarat, Int. J. Game Theory 2 109–119, 1973).
Wie man am obigen Beispiel auch sieht, gewinnt je nach Lage des Asses in vier Fällen Rouge und in vier Fällen Noir, diese Chancen sind stets symmetrisch – entgegen der weit verbreiteten Meinung, dass ein Übergewicht hoher bzw. niedriger Karten das Auftreten von Rouge bzw. Noir begünstigen würde (im angeführten Beispiel herrscht offensichtlich ein extremes Übergewicht hoher Karten vor).